# Póquer tapado
El póquer tapado (en inglés draw poker) es una variante del póquer normalmente jugada con cinco cartas (five-card draw) y que suele ser la modalidad que primero aprenden la mayoría de jugadores. Suele jugarse en el hogar y es infrecuente en casinos o torneos también tiene variaciones como el póquer argentino.

## Modo de juego
Se juega con una baraja inglesa de 52 cartas. Cada jugador recibe cinco cartas ocultas.
El objetivo es alcanzar la mejor combinación posible de esas cinco cartas dentro de una determinada clasificación de manos.
Tras el reparto de cartas, se realiza una ronda de apuestas. Posteriormente se procede al descarte. En esta fase, cada jugador puede descartar las cartas que desee o mantener las cartas que tiene. A continuación se realiza otra ronda de apuestas.

### Cómo jugar
Se debe conseguir la mejor mano de las siguientes:
|    | Jugada                        | Jugada en inglés | Descripción | Ejemplo           | Combinaciones posibles |
| -- | ----------------------------- | ---------------- | --- | ----------------- | ---------------------- |
| 1  | Escalera real o flor imperial | Royal flush      | Cinco cartas seguidas del mismo palo del 10 al as. | Escalera real     | 4                      |
| 2  | Escalera de color             | Straight flush   | Cinco cartas consecutivas del mismo palo. En caso de empate decide la carta más alta. | Escalera de color | 36                     |
| 3  | Póquer                        | Four of a kind   | Cuatro cartas iguales en su valor. En caso de que varios jugadores tengan póquer, gana el que tenga el póquer con las cartas más altas. Si varios jugadores tienen el mismo póquer (si este se da en las cartas comunitarias) gana el que tenga la carta más alta. | Póquer            | 624                    |
| 4  | Full                          | Full House       | Tres cartas iguales (trío), más otras dos iguales (par). En caso de que varios jugadores tengan full, gana el que tenga el trío más alto y luego el que tenga la pareja más alta.                                                                                  | Full              | 3.744                  |
| 5  | Color                         | Flush            | Cinco cartas del mismo palo, Gana la carta más alta dentro del mismo palo. | Color             | 5.108                  |
| 6  | Escalera                      | Straight         | Cinco cartas consecutivas de palos diferentes. Gana la escalera más alta. | Escalera          | 10.200                 |
| 7  | Trío                          | Three of a kind  | Tres cartas iguales en su valor. En caso de empate decide el trío con las cartas más altas y en caso de nuevo empate decide la carta o cartas más altas de las que no forman trío.                                                                                 | Trío              | 54.912                 |
| 8  | Dobles parejas                | Two pair         | Dos pares de cartas. En caso de empate decide la pareja más alta y si continúa el empate decide la segunda pareja más alta y en caso de nuevo empate decide la carta suelta más alta.                                                                              | Dobles parejas    | 123.552                |
| 9  | Pareja                        | One pair         | Dos cartas iguales y tres diferentes. En caso de empate decide la pareja más alta y si continúa el empate deciden las cartas más altas entre las restantes. | Pareja            | 1.098.240              |
| 10 | Carta alta                    | High card        | Gana quien tiene la carta más alta de todas. Si hay empate con la primera carta, se continúa con las siguientes para decidir quién tiene la carta más alta. | Carta más alta    | 1.302.540              |